# Marguerite & Julien - La leggenda degli amanti impossibili
Marguerite & Julien - La leggenda degli amanti impossibili (Marguerite et Julien) è un film del 2015 diretto da Valérie Donzelli. Il film racconta dei fratelli Julien e Marguerite de Ravalet, condannati a morte nel 1603 per aver commesso incesto.